# Peliala fecialis
Peliala fecialis là một loài bướm đêm trong họ Erebidae.